# بحيرات معرضة للجفاف

صور من الأقمار الصناعية لبحيرة أرومية التقطت في الفترة الواقعة بين عامي 1984 و 2014، تبين كمية كبيرة من منطقة الصرف وفقدان مساحة السطح

ثمة عدد من البحيرات التي تتعرض للجفاف حول العالم، وبعضها قد جفّ بالفعل، وذلك بسبب الري أو تحويل مصادر التدفق لأغراض حضرية:
- البحر الميت[3]
- بحر سالتون[4]
- بحيرة تشاد[5]
- بحر آرال[6]
- Tulare Lake[7]
- بحيرة أرومية[8]
- بحيرة أوينز[9]
- Lake Mead[10]
- بحيرة ووكر (نيفادا)[11]
- بحيرة مونو[12]
- بحيرة فوسين